# Condé-lès-Autry
Condé-lès-Autry é uma comuna francesa na região administrativa de Grande Leste, no departamento Ardenas. Estende-se por uma área de 7,56 km². Em 2010 a comuna tinha 68 habitantes (densidade: 9 hab./km²).